# Wadsworth Atheneum
O Wadsworth Atheneum é o museu de arte público mais velho dos Estados Unidos, com participações significantes de pinturas impressionistas francesas e americanas, paisagens da Escola do Rio Hudson, obras-primas modernistas e obras contemporâneas,  bem como coleções extensas do mobiliário norte-americano e artes decorativas.
Está localizado em Hartford, capital do estado de Connecticut. O museu exibe obras de Pierre Bonnard, Paul Cézanne, Salvador Dalí, Jacques-Louis David, Eugène Delacroix, Edouard Manet, Claude Monet, Pablo Picasso, Camille Pissarro, Pierre-Auguste Renoir, Henri de Toulouse-Lautrec, Vincent Van Gogh e outros.